# Östlig gorilla
Östlig gorilla (Gorilla beringei) är en art i släktet gorillor bland primaterna. Den är allmänt lite större än den västliga gorillan.

## Utseende
Hanar når en kroppslängd (huvud och bål) av 1,0 till 1,2 meter och väger 120 till 209 kilogram. När de ställer sig på bakbenen kan de vara 1,60 till 1,95 meter höga. Honor är med en vikt av 70 till 98 kilogram tydlig mindre. Armarna kan hos hanar vara upp till 1,10 meter långa. Östlig gorilla saknar svans.
Förutom vad gäller storleken skiljer sig den östliga gorillan från den västliga arten genom pälsens färg som vanligen är mörkare. Den gråa pälsen som är kännetecknande för gamla hanar förekommer till skillnad från den västliga gorillan endast på individernas rygg.

## Underarter och utbredning
Arten delas i två underarter:
- Östlig låglandsgorilla (G. b. graueri) lever i regnskogar i Kongo-Kinshasas lågland.
- Bergsgorilla (G. b. beringei) har en längre päls och förekommer i Virungabergen som ligger i gränsregionen mellan Kongo-Kinshasa, Rwanda och Uganda. Dessutom finns en population i Bwindis ogenomträngliga nationalpark i Uganda. Den sistnämnda populationen betraktas av vissa zoologer som en självständig underart.

## Ekologi
Östlig gorilla lever i flockar som kan ha 2 till lite över 50 medlemmar. De flesta flockar bildas av cirka 10 medlemmar. Flocken bildas antingen av flera vuxna hanar och honor samt deras ungar eller av en hane och några vuxna honor samt ungar. Dessutom förekommer ungkarlsflockar. För att styrka det sociala bandet förekommer pälsvård. Oftast är det en moder och hennes unge som ger sig ömsesidig pälsvård. Dominanta djur får vanligen vård av individer som är lägre i hierarkin.
Med undantag av höga bergstrakter lever östlig gorilla och schimpans i samma utbredningsområde. De har avvikande sätt att söka efter föda och därför förekommer sällan direkt kontakt mellan arterna.
Honor kan allmänt para sig under alla årstider. Hos östlig låglandsgorilla föds de flesta ungar mellan maj och juli. Honan är cirka 255 dagar dräktig och sedan föds nästan alltid en enda unge som väger ungefär 2 kg. När tvillingar föds dör vanligen en av ungarna efter kort tid. Honor som är 14 år könsmogna föder i genomsnitt 4,6 ungar under tiden. När ungen dör innan den blir vuxen kan honan föda en ny unge två år senare. Ungen diar sin mor 3 till 4 år. Honor har sin första kopulation efter 7 eller 8 år men de är ytterligare 2 år sterila och föder sin första unge efter cirka 10 år. När ungarna inte får skydd av en alfahane kan det förekomma att en annan hane som inte är ungens far dödar ungdjuret. Så blir honan snabbare parningsberedd.
En ålder av 6 år nås av ungefär 60 procent av individerna. Hanar dör oftast när de är 24 till 30 år gamla. Honor kan bli äldre och den äldsta kända individen levde 45 år.
Bergsgorillor och östliga låglandsgorillor skiljer sig även i valet av födoämnen. Medan de bergsgorillor främst äter blad har östliga låglandsgorillor även frukter som föda. Bergsgorillans levnadssätt är också bättre utforskat än beteendet hos den östliga låglandsgorillan.

## Östlig gorilla och människor
Östlig gorilla förekommer inte lika ofta i djurparker som den västliga arten. Enligt aktuella uppskattningar har östlig låglandsgorilla en population mellan 3 000 och 5 000 individer. Bergsgorillans bestånd ligger vid 720 individer, varav 340 lever i Bwindis ogenomträngliga nationalpark. IUCN listar hela arten som akut hotad (critically endangered) och bergsgorillan som akut hotad.